# Бахт (міфологія)
Бахт («доля»), у вірменській міфології персоніфікація долі. Бахт в образі сивобородого старця, який сидить на небі чи на високій горі, визначає долю кожної людини. Його накреслення фіксуються Грохом в особливих книгах або на лобах людей.
У народних повір'ях Бахтом іменують також духа щастя, що посилається богом, або долею окремої сім'ї, окремої людини (цього духа називають іноді Долватом, «добробут»). Він може мати вигляд юнака чи старця. У кого живе Бахт, того супроводжує удача, а кого він покидає, того переслідує невдача.
Бахт часто з'являється в білому одязі в будинках, в хлівах або на пасовищах, де чатує худобу. Він йде з дому, в якому його образили. Щоб повернути назад або запросити Бахта, в кінці року або на початку нового року здійснюють особливі церемонії: дівчата сідають на кочерги і скачуть на них, бабусі виходять з будинків з палицями, стукають по землі і особливими заклинаннями просять Бахта повернутися в їхній будинок. Іноді Бахта ототожнюється з духами предків.